# 돌리 하스

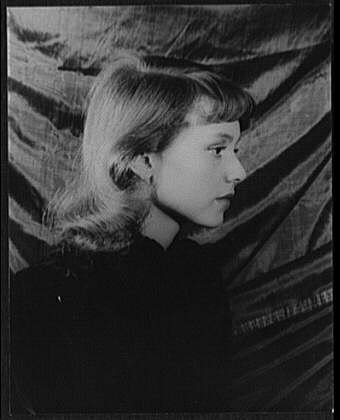

돌리 하스(Dolly Haas, 1910년 4월 29일 ~ 1994년 9월 16일)는 미국의 텔레비전 배우, 영화배우, 가수, 배우, 음악가, 연극 배우이다.
함부르크에서 태어났으며 뉴욕에서 사망하였다. 사인은 난소암이다.

## 영화
- 나는 고백한다 (1953년)
- 스튜디오 원 (1948년)